# ألين إم. كريستنسن
ألين إم. كريستنسن هو طبيب أسنان وسياسي أمريكي، ولد في 27 سبتمبر 1946 في أوغدن في الولايات المتحدة. نشط حزبياً في Utah Republican Party ‏ والحزب الجمهوري. وقد انتخب عضو مجلس ولاية يوتا ‏.

## وصلات خارجية
- الموقع الرسمي